# 衛生教育展覽及資料中心

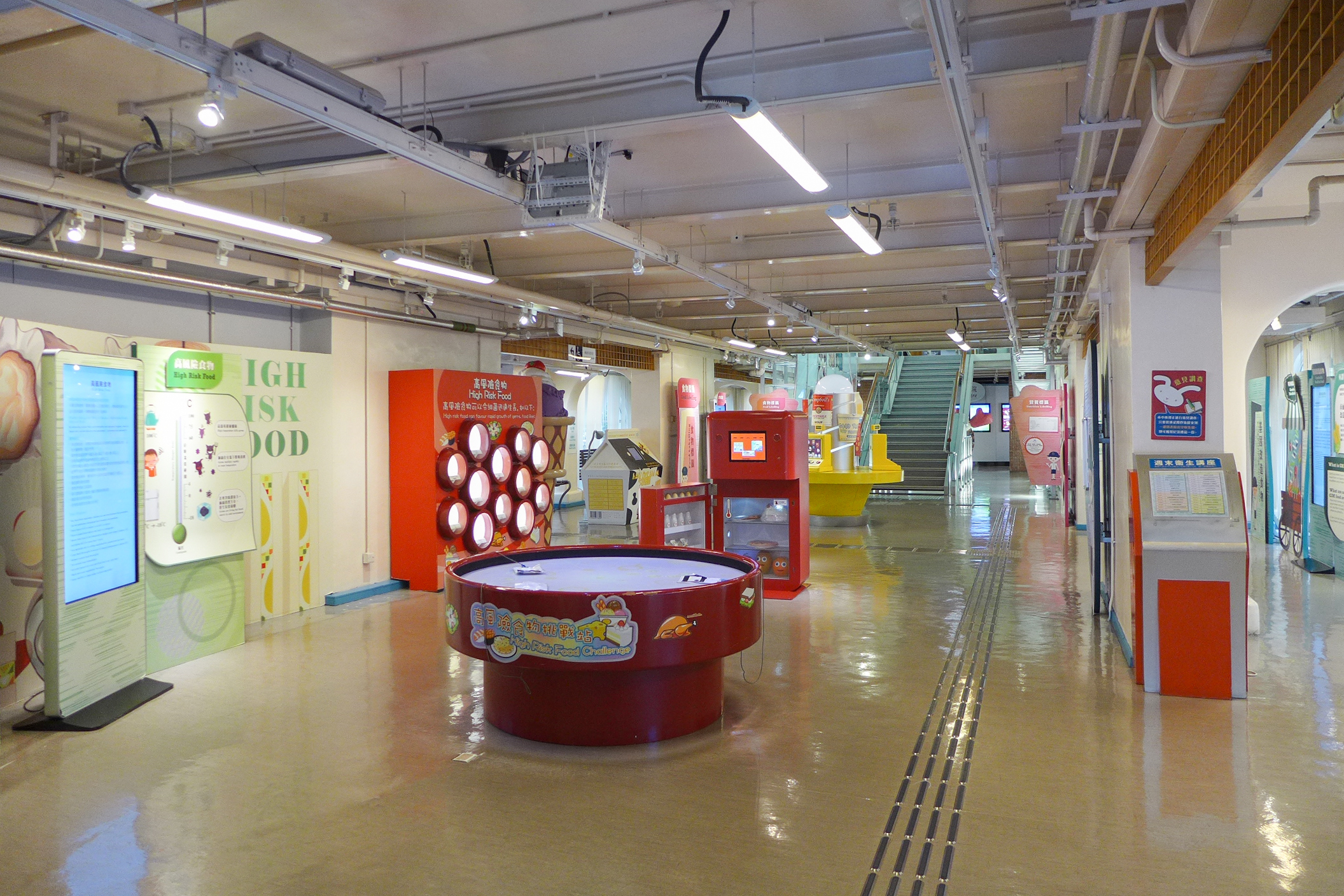
展覽及資料中心內貌（2017年）

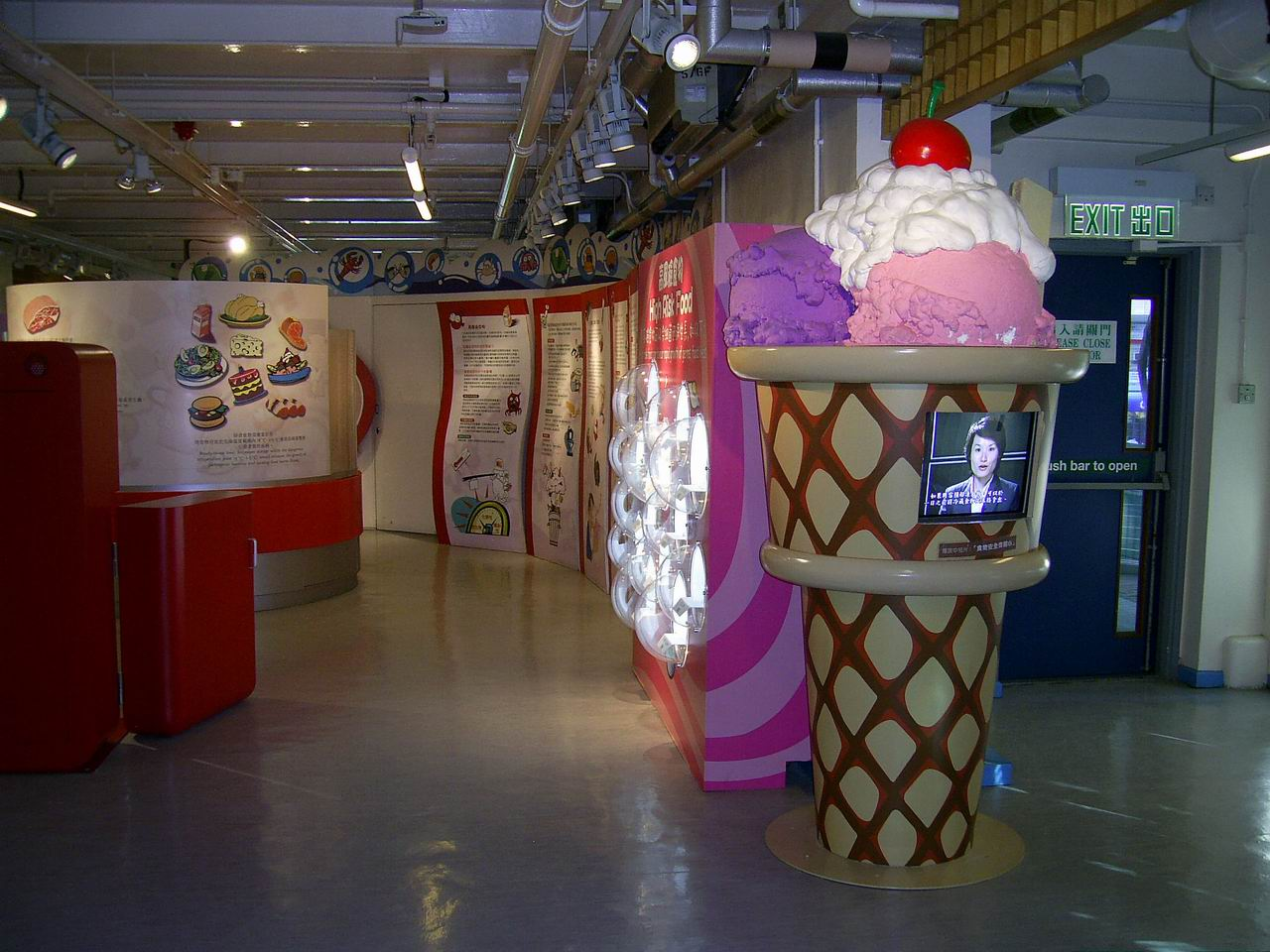
高風險食物展覽（2008年）

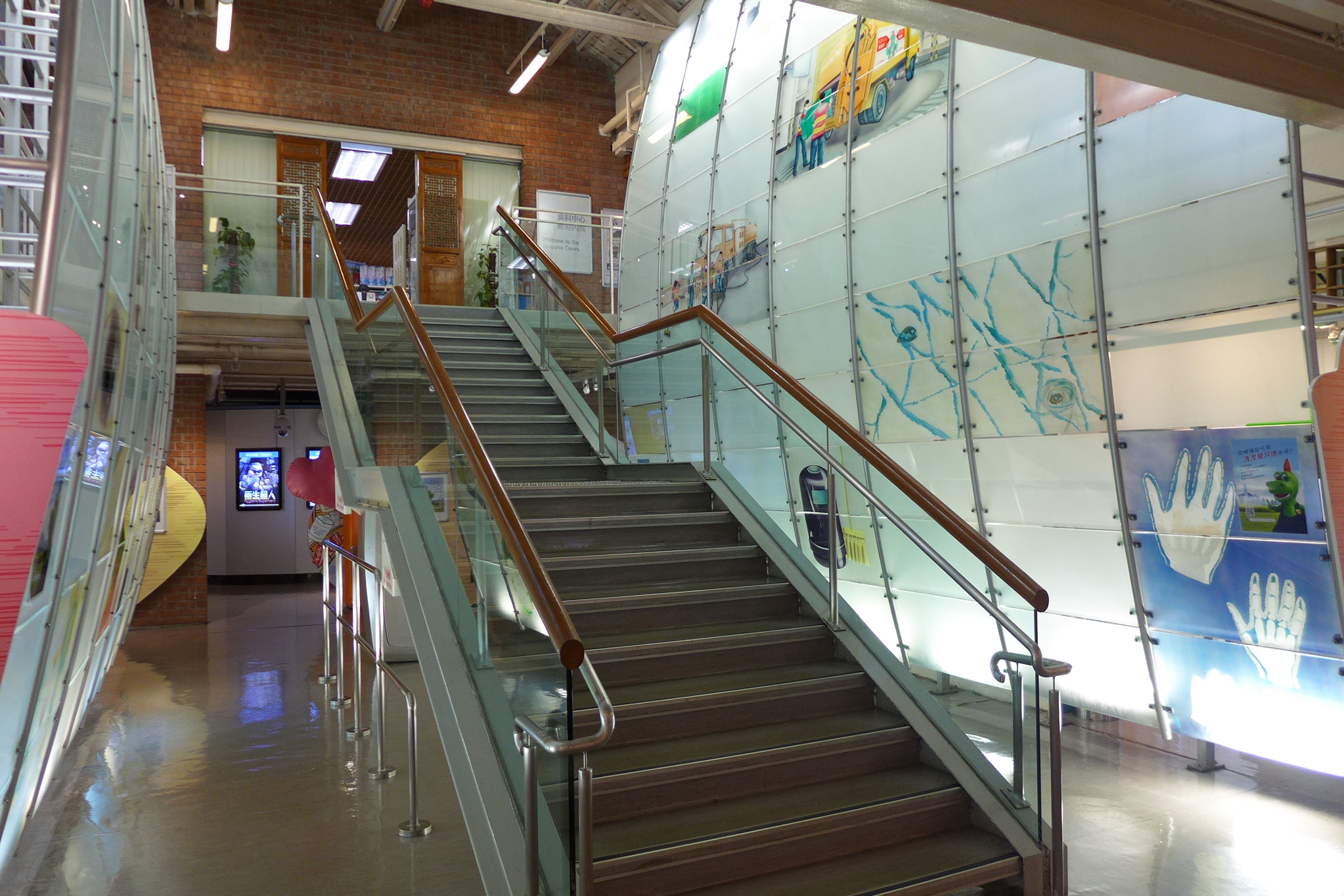
樓梯

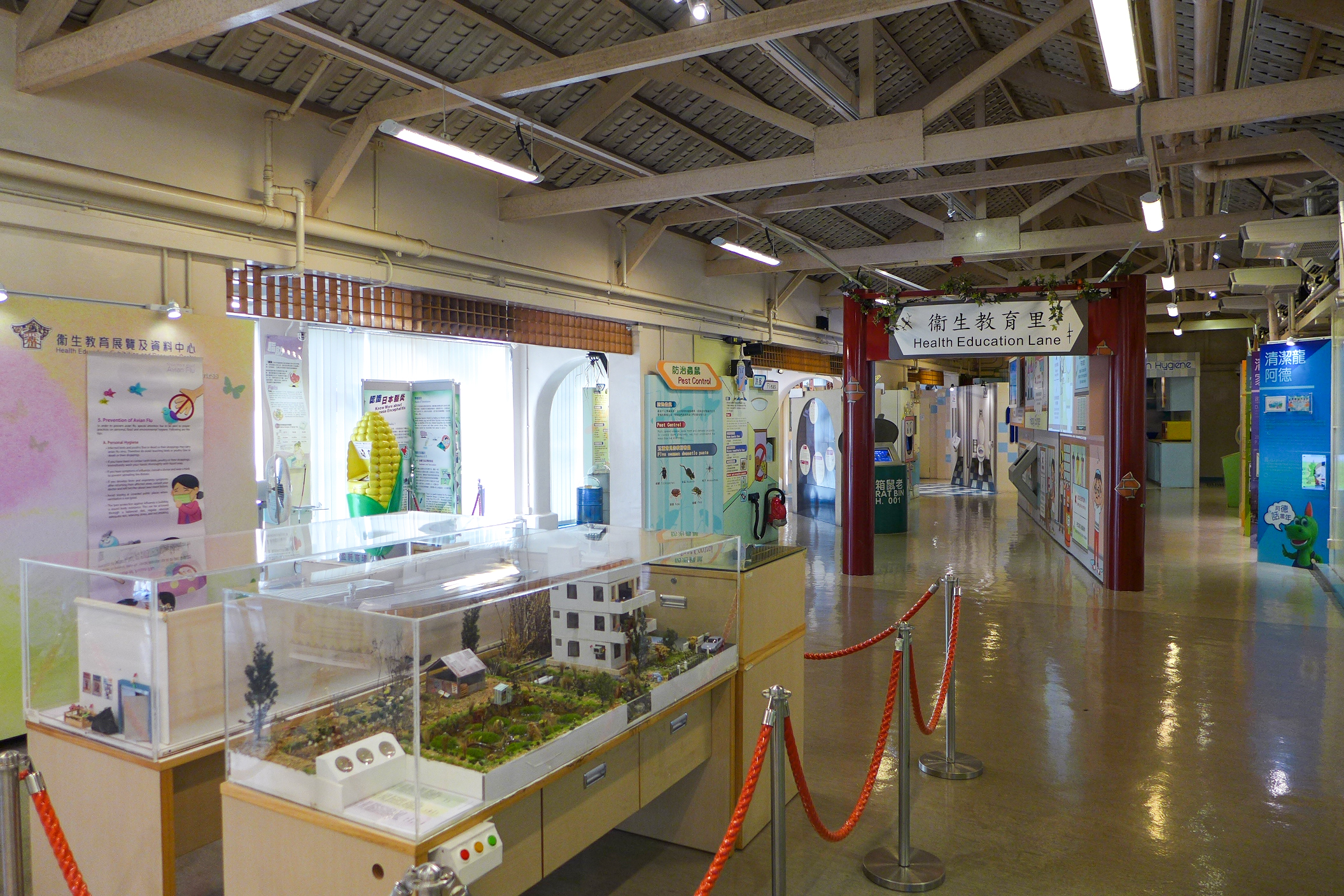
衛生教育里（2017年）

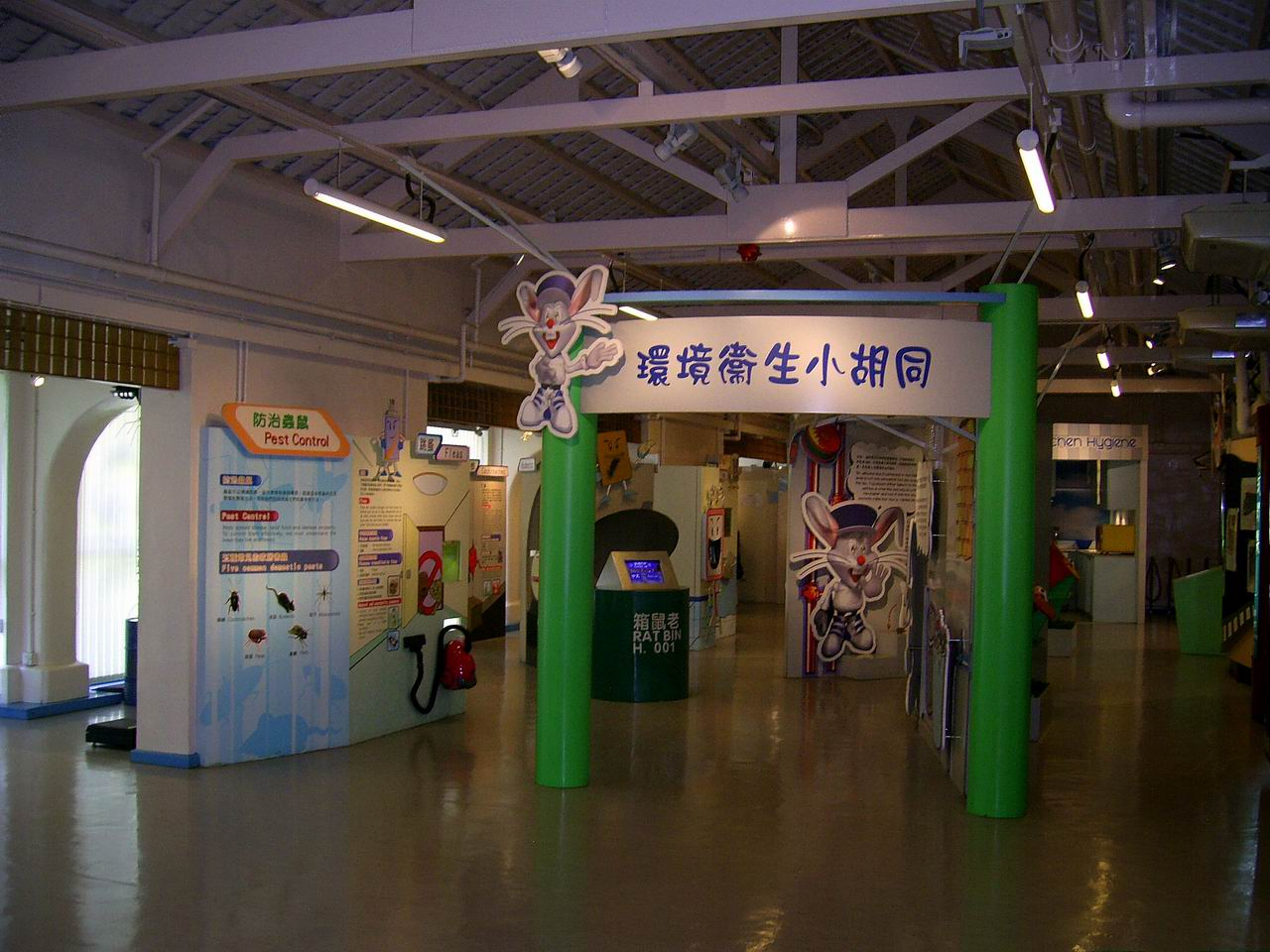
環境衛生小胡同（2008年）

衛生教育展覽及資料中心（英語：Health Education Exhibition & Resource Centre）位於香港九龍尖沙咀九龍公園S4座，向市民推廣衛生教育資訊。
該中心於1997年5月17日啟用，總承建商為方永勝建築有限公司，由市政總署負責管理及運作，2000年交予由該署重組成立的食物環境衞生署管理。

## 文物保育
市政局在討論籌建衛生教育展覽及資料中心的時候，大部分議員主張將S4座舊兵房清拆，認為拆掉可以更實用更美觀。在建築署高級建築師馮永基的極力遊說下，保留及改造舊兵房的構思最終得到接納。
該中心門外的兩支石柱，原為余仁生於中環的舊鋪建築。清拆後寄存於香港科學館貨倉一年，並移至衛生教育展覽及資料中心門外作永久展示。該中心的建築符合可持續發展理念，賦予舊建築創新及增值，馮永基憑本項目榮獲1999年的香港建築師學會會長大獎。

## 中心設施
- 一個面積達1,100平方米，佔用兩個樓層的展覽廳
- 一個佔地400平方米的戶外衛生教育花園
- 一個藏書約6,000冊的參考圖書館
- 一個設有75席位的演講室
- 一個供職員使用的辦公室

## 展覽內容
常設展
地下：
1. 食物環境衞生署簡介
2. 食物安全中心
3. 高風險食物
4. 食物標籤
5. 食物添加劑
6. 食物監察及管制
7. 基因改造食物
8. 食物安全計劃

一樓：
1. 廚房衛生
2. 公廁的特色
3. 防治蟲鼠
4. 衛生教育里
5. 流影集－五十年代的潔淨服務
6. 我們的公眾街市
7. 墳場及火葬場服務

專題展覽
位於展覽館一樓，設有一個小型展覽廳，用作舉辦短期展覽。

## 開放時間
- 星期二、三；星期五、六：08:45-18:15
- 星期日：11:00-21:00
- 星期一、四、公眾假期：休息

免費入場

## 外部連結
- 衛生教育展覽及資料中心 （页面存档备份，存于）